# Gelanthi
Gelanthi  este un oraș în Grecia în prefectura Karditsa.